# Head injury criterion
Head Injury Criterion ("HIC"), ou "critério de traumatismo craniano", é uma medida da probabilidade de traumatismo ou lesão na cabeça resultante de um impacto. O HIC pode ser usado para avaliar a segurança relacionada a veículos, equipamentos de proteção pessoal e equipamentos desportivos.
A variável é calculada a partir do histórico aceleração/tempo registrado por um acelerômetro montado no centro de gravidade da cabeça de um boneco simulando um ser humano, quando este é exposto às forças do impacto.
O HIC é definido como: {\displaystyle {\mathit {H}}{\mathit {I}}{\mathit {C}}={\bigg \{}{\Big [}{\frac {1}{t_{2}-t_{1}}}\int _{t_{1}}^{t_{2}}a.dt{\Big ]}^{2.5}\left(t_{2}-t_{1}\right){\bigg \}}_{max}} 

onde t1 and t2 são os tempos inicial e final (em segundos) do intervalo durante o qual o HIC atinge um valor máximo, e a aceleração é medida em g's (aceleração da gravidade ao nível do mar). Observe também que o tempo máximo de duração do HIC, t2 - t1, é limitado a um valor específico, normalmente 15 ms.
Isto significa que o HIC inclui os efeitos da aceleração da cabeça e da duração da aceleração. Acelerações grandes podem ser toleradas por períodos extremamente curtos.
Em um HIC de 1000, uma em cada seis pessoas sofre uma lesão encefálica fatal (mais precisamente, uma probabilidade de 18% de lesão grave, de 55% de lesão séria e de 90% de lesão moderada na cabeça de um adulto médio).

## Segurança Automotiva
O HIC é usado para determinar o número de estrelas na qualificação pela "National Highway Traffic Safety Administration" - NHTSA (Administração Nacional de Segurança do Tráfego Rodoviário dos EUA), quanto à segurança de automóveis, e para determinar a classificação atribuída pelo "Insurance Institute for Highway Safety" (IIHS, Instituto de Seguros para a Segurança Rodoviária dos EUA).
De acordo com o Instituto de Seguros para a Segurança Rodoviária dos EUA, o risco de lesão na cabeça é avaliado principalmente com base no critério de traumatismo craniano (HIC). Um valor de 700 é o máximo permitido ao abrigo dos regulamentos avançados sobre airbags dos EUA (NHTSA, 2000) e é a pontuação mínima para uma nível de qualificação IIHS "aceitável" para um veículo particular.
Estima-se um HIC-15 (significando uma medida de impacto acima de 15 milisegundos) de 700 para representar um risco de 5% de lesão grave (Mertz et al., 1997). Uma lesão "grave" tem pontuação de 4+ na Escala Abreviada de Traumatismos ("Abbreviated Injury Scale - AIS)" (Association for the Advancement of Automotive Medicine, 1990). 
Dados para veículos específicos podem ser encontrados em vários sites de análise automotiva. Alguns dados da amostra são os seguintes, para fins de comparação: 
- Em 1998, o Ford Windstar, comercializado como uma das mais seguras minivans daquele ano, foi testado com um HIC = 353 pontos.
- Um carro pequeno, um Dodge Neon modelo 1998, foi testado com HIC = 655.
- Um sedã familiar comum, um Toyota Camry modelo 1998, foi testado com HIC = 525.
- Um Camry 2007 foi também testado na mesma faixa que o modelo 1998 com HIC = 505.[5]

Um completo banco de dados de veículos e suas pontuações de HIC está disponível para pesquisa em safercar.gov.

## Atletismo e Lazer
Fisiologistas esportivos e especialistas em biomecânica usam o HIC para a pesquisa de equipamentos de segurança e de diretrizes para o esporte competitivo e de lazer. Descobriu-se em um estudo que concussões cerebrais ocorrem na maioria dos atletas com HIC = 250. Estudos têm sido realizados em esqui e outros esportes para testar a adequação de capacetes.